# Dimitrij Venevitinov
Dimitrij Vladimirovitj Venevitinov (ryska: Дмитрий Владимирович Веневитинов), född 26 september (gamla stilen: 14 september) 1805 i Moskva, död 27 mars (gamla stilen: 15 mars) 1827 i Sankt Petersburg, var en rysk poet.
Venevitinov tillhörde en litterär klubb "Obstjestvo ljubomudrija", som upplöstes genom dekabristupproret 1825, och deltog i uppsättandet av tidskriften "Moskovskij vjestnik", som 1827 började utges under Michail Pogodins ledning. Som tjänsteman i utrikeskollegiets kansli häktades Venevitinov 1827. Han var god kännare av tyska filosofin och påverkades i sin pessimistiska poesi av Aleksandr Pusjkins konstnärliga form. Hans samlade skrifter på vers och prosa utgavs 1882.